# Nippolachnus bengalensis
Nippolachnus bengalensis är en insektsart. Nippolachnus bengalensis ingår i släktet Nippolachnus och familjen långrörsbladlöss. Inga underarter finns listade i Catalogue of Life.